# Aristida inaequiglumis
Aristida inaequiglumis är en gräsart som beskrevs av Karel Domin. Aristida inaequiglumis ingår i släktet Aristida och familjen gräs.
Artens utbredningsområde är Queensland. Inga underarter finns listade i Catalogue of Life.